# Pierre-Jacques Cazes
Pierre-Jacques Cazes (født 1676, død 25. juni 1754) var en fransk historiemaler, kendt som Chardins lærer. I 1703 blev han medlem af Académie, udnævnt som direktør i 1743 og rektor i 1746. Han deltog i konkurrencen om Galerie d'Apollon i Louvre i 1727 og udførte et stort antal malerier med religiøse motiver for kirker i Paris og Versailles. Hans historiemalerier er udført i samme akademiske tradition som hos de franske malere Charles Le Brun og Charles de Lafosse. Han skabte også malerier med mytologiske motiver og genremalerier. Et portræt af kunstneren med paryk og portfolio med tegninger var receptionsværket til Académie Royale i 1734 af Chardins ven Joseph Aved.